# Subdélégation
La subdélégation est, en France, sous l'Ancien Régime, la circonscription administrée par un subdélégué de l'intendant de la généralité.
Les subdélégations avaient un rôle et une position assez analogues avec nos actuelles sous-préfectures. Chaque subdélégation était elle-même subdivisée en arrondissements (équivalent de nos actuels cantons) qui regroupaient plusieurs paroisses et qui portaient l’appellation officielle d'arrondissement de correspondance de la subdélégation. À la tête de chacun de ces arrondissements se trouvait un correspondant nommé par l'intendant sur proposition de son subdélégué.

## Création et fonctionnement de la charge de subdélégué
À la fin du XVIIe siècle, l'étendue croissante des attributions des intendants les amena à se faire assister pour certaines tâches par des notables locaux dignes de confiance et bien au fait des situations locales, les subdélégués. Ceux-ci étaient librement choisis par les intendants et non par le pouvoir central. Ils n'étaient pas investis d'un pouvoir de décision, mais seulement chargés de faire exécuter les ordres de l'intendant. Ils devaient en outre remplir un rôle de surveillance et de renseignement.
Les subdélégués exerçaient une fonction gratuite, et pouvaient être révoqués à tout moment par l'intendant qui décidait seul de leur nombre, de l'étendue de leurs attributions, du lieu de leur résidence et de l'étendue de leur circonscription. Une tentative de faire des subdélégués les titulaires d'un office vénal par l'édit d'avril 1704) fut rapidement abandonnée, à la suite de l'édit d'août 1715.

## La subdélégation
Les limites et l'étendue d'une subdélégation étaient beaucoup plus régulières et rationnelles que celles d'une élection avec lesquelles elles pouvaient toutefois coïncider, mais assez exceptionnellement. Une subdélégation formait le plus souvent une subdivision d'une élection, mais elle pouvait aussi être constituée d'éléments empruntés à plusieurs. À l'échelle du royaume, le nombre des subdélégations était nettement supérieur à celui des élections. Le nombre des paroisses dépendant d'une subdélégation était extrêmement variable, et pouvait atteindre la centaine.

## «Instructions pour MM. les subdélégués de l'intendance de Bretagne»
À titre d'exemple, voici les domaines dans lesquels les subdélégués de l'intendant de Bretagne peuvent intervenir, d'après un document de 68 pages et 24 chapitres imprimé en 1788 « Instructions pour MM. les subdélégués de l'intendance de Bretagne »:
- Idée générale des devoirs des subdélégués
- Du genre de jurisdiction des subdélégués
- Affaires contentieuses
- Églises et presbytères
- Municipalités
- Postes & Messageries
- Justice militaire
- Maréchaussée
- Frais de gîte & geôlage
- Paiemens à faire au soldat de passage
- Invalides
- Hôpitaux
- Milice
- Logement des gens de guerre
- Transports militaires
- Écoles royales militaires
- Ordres du roi
- Arrêts de surséance, sauf-conduits
- Dépôt de mendicité
- Maladies épidémiques
- Épizooties
- Chevaux morveux
- Honoraires que les subdélégués peuvent exiger pour les diverses opérations dont ils sont chargés.